# Pescaglia
Pescaglia település Olaszországban, Toszkána régióban, Lucca megyében. Lakosainak száma 3285 fő (2023. január 1.). Pescaglia Borgo a Mozzano, Camaiore, Lucca, Stazzema és Fabbriche di Vergemoli községekkel határos.

## Népesség
A település lakossága az elmúlt években az alábbi módon változott:
| Lakosok száma | 3496 | 3456 | 3285 |
|               | 2017 | 2018 | 2023 |